# Bollmaniulus pearcei
Bollmaniulus pearcei är en mångfotingart som först beskrevs av Chamberlin 1943.  Bollmaniulus pearcei ingår i släktet Bollmaniulus och familjen Parajulidae. Inga underarter finns listade i Catalogue of Life.